# Lago Tsimanampetsotsa
Il lago Tsimanampetsotsa è uno specchio d'acqua salmastra poco profonda, situato nei pressi della costa sud-occidentale del Madagascar. Le sue acque hanno un colore lattiginoso, dovuto ad una alta concentrazione di soda.
Ricade all'interno del parco nazionale di Tsimanampetsotsa.
Nel 1998 è stata dichiarata zona umida di importanza internazionale secondo la Convenzione di Ramsar.
La sponda orientale del lago è delimitata da una rupe calcarea, alta circa 100 m, in cui sono presenti una serie di grotte carsiche, con laghi d'acqua dolce e torrenti sotterranei.